# Йордан Пеев (арабист)
Вижте пояснителната страница за други личности с името Йордан Пеев.
Йордан Пеев е професор, доктор на историческите науки от Софийския университет „Климент Охридски“ и Колежа на Европа в Брюж, Белгия, специалист по арабския свят и исляма. Роден е на 16 август 1938 г.
Международно известен учен, преподавал и в чужбина – в Европа и арабски страни. Научните му интереси са свързани както с арабистиката, така и със сравнителни анализи между християнството и исляма, включително в България и през Средновековието.
В негова чест е съставен и публикуван сборникът с научни доклади „Арабистика и ислямознание“, 2001 г., Издателство на СУ.
През ноември 2006 е удостоен с наградата „Шарджа“ на ЮНЕСКО заради дългогодишните му проучвания на мюсюлманския свят, които спомагат за разбирането на арабската мисловност и култура. Наградата включва и сума в размер на 25 хил. евро и е учредена през 1998 година благодарение на финансовата инициатива на Обединените арабски емирства.